# Малік Динар
Малік Динар (*д/н — 1195) — султан Кермана в 1187—1195 роках.

## Життєпис

### Володар Мерву
Походив з племінної знаті огузів, що мешкали в провінції Балх. Відповідно до свідчень хроніста Афзал ад-Діна Кермані, предки Маліка Динара мешкали у Мавераннахрі. Відомо, що його батька звали Мухаммед, був впливовим феодальним вождем, його орда становила 20 тис. осіб. Про дату народження та молоді роки нічого невідомо. У 1153 році Динар разом з іншими вождями Туті-беком і Коркудом очолив повстання огузів проти Сельджукидів. Поступово дії повстанців поширилися на Східний Хорасан. Проти них виступив Ахмад Санджар, султан Великих Сельджуків, проте Динар спільно з іншими племінними вождями огузів завдав нищівної поразки сельджуцькому війську, захопивши Санджара у полон.
Слідом за цим Хорасан опинився у владі огузів, було пограбовано міста Мерв, Тус і Нішапур (в останньому знищено 8 цінних бібліотек). Хорасан було розділено між вождями огузів, Динар отримав при цьому області з міста Серахсом і Мервом (столицею Сельджукидів). Після цього додав до свого імені титул малік. Як правитель не зміг упорядкувати своє володіння, яке стало занепадати. Втеча у 1156 році з-під варти султана Ахмада Санджара не змінила становища Маліка Динара, оскільки султан не міг зібрати потужного війська й помер 1157 року.
За Маліка Динара Мервська оаза, що була потужним господарським районом, остаточно занепала в 1163 році після прориву Султан-Бендської греблі під ударом річки Мургаб. Причиною цього було занедбання Малік Динаром контролю за ремонт та облаштування греблі, яка почала тріскатися. Погіршення економічного становища відбилося на скарбниці Маліка Динара, що призвело до зменшення війська. Цим скористалися вороги — інші вожді огузів та Держава Хорезмшахів. З середини 1160-х років Малік Динар вимушений був брати участь у безперервних походах проти сусідів.
У 1180 році проти Малік Динара виступив Султан-шах, правитель Хорасана (з династії Хорезмшахів), який сплюндрував околиці Серахса, але Малік Динар зумів відбити напад. Після цього супротивник зайняв Мерв. Не маючи змоги протидіяти Султан-шаху, Динар звернувся до Туган-шаха, еміра Нішапура, визнавши його владу. У травні 1181 року у вирішальній битві біля Асії-і Хафс Малік Динар з Туган-шахом зазнали нищівної поразки від військ Султан-шаха. Після цього Малік Динар рушив до Керманського султанату, частину якого вже пограбували огузи.
Протягом 1181—1185 років постійно розширював владу у Кермані, здійснюючи походи на південь. У 1186 році змусив султана Мухаммед-шаха II відступити до Мекрану. У 1187 році було захоплено столицю держави Бердасир. Невдовзі Малік Динар завдав рішучої поразки Мухаммед-шах II, який втік до Гурідів. Сам Малік Динар оженився на доньці колишнього султана Тогрул-шаха — Кермані-хатун, від імені якого став панувати.

### Правитель Кермана
Номінально деякий час правителькою держави вважалася Кермані-хатун, яка значилася султаном, її ім'я згадувалося в хутбі. Малік Динар став вважати себе частиною династії Сельджукидів. Невдовзі він прийняв титул шаха. Він зберіг адміністративно-податкову систему попередніх султанів. Призначив нових візира (Хаджі Джамала) та атабеків, шихне (військових губернаторів) у містах. Водночас проводив політику на захист населення (ремісників, селян, торговців) від пограбувань і вимагань з боку огузів, місцевих беків та емірів, сановників. При цьому намагався більше спиратися на огузів, яким було роздано численні ікта. 
Водночас чимала частина Керманського султанату спочатку опинилася у владі дрібних правителів. До 1189 року вдалося встановити владу власне над областю Керман. Після цього здійснив похід, підкоривши місто Мануджан, а слідом за цим Ормуз, змістивши тамтешніх правителів, знову сплачувати данину й податки з торговельних суден. Втім, лише у 1192 році вдалося підкорити Мекран і місто Бам, поваливши еміра Сабік-Алі. У 1193 році здійснив новий похід проти повсталого еміра Кайси.
Відновлення політичної потуги та єдності держави, гнучка податкова політика доволі швидко сприяли відновленню ремісництва та торгівлі. Багато було зроблено для відбудови міст. Почали відновлюватися караван-сараї. Міста султанату знову стали місцем караванів купців, що позитивно позначилося на забезпечення містян харчами та наповненні султанської скарбниці.
У 1194 році виник конфлікт між огузами та візиром Хаджі Джамалом. Під тиском перших султан наказав стратити свого візира. Це викликало невдоволення керманської знаті. Втім, сам Малік Динар намагався маневрувати між огузами та керманцями. Зрештою огузи влаштували заколот проти султана, але той хитрощами зміг врятуватися та придушити повстання. 1195 році він помер. Йому спадкував син Фаррух-шах.